# ジャーマン・ハンティング・テリア
ジャーマン・ハンティング・テリア（英: German hunting terrier）は、ドイツ原産の猟犬の品種で、テリアの一種である。通称・ヤークトテリア（英: Jagdterrier）。

## 歴史など
比較的に新しい犬種で、第一次世界大戦終結後、ドイツのフォックス・テリア・クラブのある会員がさらに質の高い狩猟用のテリアを作成しようとクラブを脱退、新しいクラブを作ってこの犬種の作出、改良に努めた。
作出には主にフォックス・テリアとブラック・アンド・タン・テリアが使われ、ジャーマン・ピンシャーなどもある程度つかわれた。その結果、攻撃的で俊敏で大型哺乳類などを狩ることができ、さらにバセットとレトリバーをこなすことのできる大変優れたテリアとなった。1920年代にジャーマン・ハンティング・テリア・ブリード・クラブが設立され、1950年代にはアメリカにもヤクート・テリア・クラブが結成された。
現在はその膨大な運動量などからもっぱらワーキング・ドッグとして飼われており、ペットとして迎え入れている家庭は非常に少ない。

## 特徴
少し固めの短毛で、耳は半折れである。毛色はブラック・アンド・タンで特徴的なマーキングがある。
性格は頑固で、飼い主とその家族には愛情深く子供にも優しいが、猟犬なので攻撃的になることもある。
長めの運動が必要。しつけはよく入る。

## 参考
『デズモント・モリスの犬種辞典』デズモンド・モリス著書、福山英也、大木卓訳 （誠文堂新光社）2007年 ～174ページ